# 6300 Hosamu
6300 Hosamu (1988 YB) là một tiểu hành tinh nằm phía ngoài của vành đai chính được phát hiện ngày 30 tháng 12 năm 1988 bởi T. Hioki và N. Kawasato ở Okutama.